# Pseudomonas savastanoi
Pseudomonas savastanoi és un bacteri gram negatiu patogen de les plantes. Havia estat considerat un patovar de Pseudomonas syringae, però els estudis d'ADN el mostren com una nova espècie.
Rep el nom per un treballador anomenat Savastano.
Els símptomes inclouen la formació d'agalles en els arbres infectats, la formació de tumors és induïda per l'àcid indoleacètic biosintetitzat pel bacteri d'una forma similar a com ho fa Agrobacterium tumefaciens. La malaltia de més importància econòmica causada per aquest bacteri és l'anomenada tuberculosi de l'olivera, també anomenada ronya o berruga de l'olivera, que forma agalles a les branques d'entre dos i tres anys. Els danys principals són l'afectació del nervi central de fulles i cercles en els fruits, que poden exudar sucs. Comporta a més una pèrdua general de vigor de l'arbre.